# المعهد الأمريكي لأبحاث السرطان
المعهد الأمريكي لأبحاث السرطان ( AICR ) هو منظمة أبحاث السرطان الأمريكية الكبيرة المرتبطة بمنظمة صندوق أبحاث السرطان العالمي ‏.
اعتبارًا من عام 2024، حصلت الجمعية الخيرية على تصنيف أربع نجوم من Charity Navigator ، بدرجة 96 من 100.
أحد المبادرات الرئيسية للمعهد الأمريكي لأبحاث السرطان هو مشروع التحديث المستمر (CUP)، وهو مراجعة شاملة لكل الأدبيات العلمية المتاحة حول الروابط بين النظام الغذائي والنشاط البدني والوزن وخطر الإصابة بالسرطان.
وتشمل مجالات البحث التي تركز عليها المنظمة الروابط بين النظام الغذائي وخطر الإصابة بالسرطان، وتأثيرات النشاط البدني على الوقاية من السرطان وعلاجه، وتطوير علاجات جديدة للسرطان.